# Zambiai kwacha
A kwacha Zambia hivatalos pénzneme.
Zambia az első afrikai állam, amely polimer alapú bankjegyet bocsátott ki (hasonlóan Ausztráliához és Romániához).
2013. január 1-jén újraértékelték a valutát. 1 új kwacha (ZMW) = 1000 régi kwacha (ZMK).

## Története
A kwachát 1968-ban vezették be. Az 1980-as és 1990-es évek gazdasági válságainak következtében sokat gyengült a nemzeti valuta.

### Újraértékelés
2011-ben a központi bank bejelentette, hogy újracímletezi (redenominációja) a kwachát. Az 500 és 1000 kwachás bankjegyet érme váltaná fel.
Az újraértékelés során új szimbólumot is bevezetnek a könnyebb megkülönböztetés érdekében.
2012. augusztus 22-én bejelentették, hogy 2013. január 1-jén újraértékelik a valutát. A régi és az új címletek fél évig párhuzamosan voltak forgalomban. Az újraértékeléssel együtt az ISO kódja is megváltozott ZMK-ról ZMW-re.

## Érmék

### 1968-as sorozat
1968-ban, bronz 1 és 2 ngwee érméket és réz-nikkel 5, 10 és 20 ngwee érméket vezettek be. Ezek az érmék Kenneth Kaunda elnököt ábrázolták az előlapon, és a növény- ill. állatvilágot a hátoldalon. 

### 1982-es sorozat
1982-ben, réz borítású acél helyett bronz 1 és 2 ngwee érméket verettek. Az 5 és 10 ngwee érmék verése 1987-ben szűnt meg, a 20 ngwee érméé 1988-ban.

### 1992-es sorozat
1992-ben egy új, kisebb érmék vezettek be, amely nikkelezett acél anyagú 25 és 50 ngwee és sárgaréz anyagú 1, 5 és 10 kwacha érmék voltak. Az érmék ábrázolják a nemzeti címert az előoldalon, és őshonos állatokat a hátoldalon. Később bevonták az összes érmét, és csak bankjegyeket használtak 2013-ig.

### 2013-as sorozat
Az újraértékeléssel újból kiadnak érméket. Ezek címletei: 1 kwacha, 5, 10, 50 ngwee.
| Névérték | Műszaki paraméterek | Műszaki paraméterek | Műszaki paraméterek | leírás | leírás        | leírás                                  | dátumok        | dátumok         | dátumok     |
| Névérték | átmérő              | vastagság           | összetétel          | perem  | előlap        | hátlap                                  | első nyomtatás | kibocsátás      | visszavonás |
| -------- | ------------------- | ------------------- | ------------------- | ------ | ------------- | --------------------------------------- | -------------- | --------------- | ----------- |
| 5 ngwee  | 19 mm               | 1,55 mm             | nikkelezett acél    | sima   | Zambia címere | Zambézi indigomadár (Vidua codringtoni) | 2012           | 2013. január 1. | forgalomban |
| 10 ngwee | 20 mm               | 1,57 mm             | rézzel bevont acél  | sima   | Zambia címere | taurotragus                             | 2012           | 2013. január 1. | forgalomban |
| 50 ngwee | 21 mm               | 1,60 mm             | rézzel bevont acél  | recés  | Zambia címere | afrikai elefántok                       | 2012           | 2013. január 1. | forgalomban |
| 1 kwacha | 24 mm               | 1,73 mm             | nikkelezett acél    | recés  | Zambia címere | zambiai barbet (Lybius chaplini)        | 2012           | 2013. január 1. | forgalomban |

## Bankjegyek

### Kezdetektől 2013-ig
| Névérték    | Forgalomban |
| ----------- | ----------- |
| 50 ngwee    | 1968-1973   |
| 1 kwacha    | 1968-1988   |
| 2 kwacha    | 1968-1989   |
| 5 kwacha    | 1973-1989   |
| 10 kwacha   | 1968-1991   |
| 20 kwacha   | 1968-1992   |
| 50 kwacha   | 1986-2013   |
| 100 kwacha  | 1991-2013   |
| 1000 kwacha | 1992-2013   |

| Névérték      | Méret       | Szín         | Leírás                        | Leírás                                                                                          | Dátumok    | Dátumok         |
| Névérték      | Méret       | Szín         | Előoldal                      | Hátoldal                                                                                        | kibocsátás | visszavonás     |
| ------------- | ----------- | ------------ | ----------------------------- | ----------------------------------------------------------------------------------------------- | ---------- | --------------- |
| 500 kwacha    | 140 x 70 mm | barna        | címer, sas, fa, galamb, hal   | Elefánt, pamutot feldolgozó munkások, Szabadság-szobor Lusakában                                | 1991       | 2013. július 1. |
| 5 000 kwacha  | 145 x 70 mm | lila         | címer, sas, galamb, akácia    | oroszlánfej, cassave növény gyökere, Szabadság-szobor Lusakában                                 | 1992       | 2013. július 1. |
| 10 000 kwacha | 145 x 70 mm | tengerkék    | musuku fa, sas, galamb, címer | porcupine, rizs betakarítása, Szabadság-szobor Lusakában                                        | 1992       | 2013. július 1. |
| 20 000 kwacha | 145 x 70 mm | narancssárga | mukwa fa, sas, galamb, címer  | fekete leche (kobus leche), antilop, légkalapáccsal dolgozó férfiak, Szabadság-szobor Lusakában | 2003       | 2013. július 1. |
| 50 000 kwacha | 145 x 70 mm | kék          | fügefa, sas, galamb, címer    | leopárd, a központi bank épülete                                                                | 2003       | 2013. július 1. |

### 2013-as sorozat
A központi bank közlése szerint voltak akik Dr. Kenneth Kaunda képét szerették volna látni az új bankjegyeken, de ezt elvetették és a sas kívánják ismét feltenni az előlapokra, amely kevésbé ellentmondásos és egyben nemzeti jelkép is. A bankjegyek témái a történelmet, a gazdaságot és a kultúrát ölelik fel. A legmagasabb címlett 100 kwacha, a legkisebb 5 ngwee lesz.
Az új bankjegyek címletei a következők: 2, 5, 10, 20, 50, 100 kwacha. A bankjegyeket a Giesecke & Devrient nyomda állítja elő.
| Névérték   | Méret       | Szín   | Leírás                                 | Leírás                                                                            | Dátumok   | Dátumok         | Dátumok     |
| Névérték   | Méret       | Szín   | Előoldal                               | Hátoldal                                                                          | nyomtatás | kibocsátás      | visszavonás |
| ---------- | ----------- | ------ | -------------------------------------- | --------------------------------------------------------------------------------- | --------- | --------------- | ----------- |
| 2 kwacha   | 140 x 70 mm | szürke | galamb, fák, halak, ágon ülő sas       | Szabadság-szobor Lusakában, két nő kosarakkal, Roan antilop                       | 2012      | 2013. január 1. | forgalomban |
| 5 kwacha   | 140 x 70 mm | ibolya | galamb, akácia, halak, ágon ülő sas    | oroszlánfej, cassave levele és gyökere, Szabadság-szobor Lusakában                | 2012      | 2013. január 1. | forgalomban |
| 10 kwacha  | 145 x 70 mm | zöld   | musuku fa, galamb, halak, ágon ülő sas | rizs betakarítása, tarajos sül, Szabadság-szobor Lusakában                        | 2012      | 2013. január 1. | forgalomban |
| 20 kwacha  | 145 x 70 mm | barna  | mukwa fa, galamb, halak, ágon ülő sas  | Fekete lechwe antilop, légkalapáccsal dolgozó férfiak, Szabadság-szobor Lusakában | 2012      | 2013. január 1. | forgalomban |
| 50 kwacha  | 145 x 70 mm | kék    | fügefa, galamb, halak, ágon ülő sas    | leopárd, Bank of Zambia épülete, Szabadság-szobor Lusakában                       | 2012      | 2013. január 1. | forgalomban |
| 100 kwacha | 145 x 70 mm | zöld   | musuku fa, galamb, halak, ágon ülő sas | bika, a Zambiai Nemzetgyűlés épülete, Szabadság-szobor Lusakában                  | 2012      | 2013. január 1. | forgalomban |

### 2025-ös sorozat
| Névérték   | Méret | Szín   | Leírás                                  | Leírás                      | Dátumok   | Dátumok           | Dátumok     |
| Névérték   | Méret | Szín   | Előoldal                                | Hátoldal                    | nyomtatás | kibocsátás        | visszavonás |
| ---------- | ----- | ------ | --------------------------------------- | --------------------------- | --------- | ----------------- | ----------- |
| 10 kwacha  | ?     | szürke | halászsas repülés közben; zambiai címer | fa egy vízeséssel           | 2025      | 2025. március 31. | forgalomban |
| 20 kwacha  | ?     | ibolya | halászsas repülés közben; zambiai címer | két antilop, vízesés        | 2025      | 2025. március 31. | forgalomban |
| 50 kwacha  | ?     | zöld   | halászsas repülés közben; zambiai címer | két ágon ülő madár, vízesés | 2025      | 2025. március 31. | forgalomban |
| 100 kwacha | ?     | barna  | halászsas repülés közben; zambiai címer | két zsiráf, vízesés         | 2025      | 2025. március 31. | forgalomban |
| 200 kwacha | ?     | kék    | halászsas repülés közben; zambiai címer | két orrszarvú, vízesés      | 2025      | 2025. március 31. | forgalomban |
| 500 kwacha | ?     | zöld   | halászsas repülés közben; zambiai címer | két elefánt, vízesés        | 2025      | 2025. március 31. | forgalomban |